# Sakralkönigtum
Das Sakralkönigtum bezeichnet eine Vorstellung, wonach der König in einem besonderen Nahverhältnis zu Gott bzw. dem Göttlichen stehe. Dies manifestierte sich in vormoderner Zeit unter anderem in Vorstellungen, dass der Herrscher über Wunderkräfte verfüge. Die Erforschung dieser religiösen Vorstellung geht auf die sozialgeschichtlich orientierte Mediävistik der Annales-Schule zurück. Die These wird in der Wissenschaft kontrovers diskutiert, insbesondere auf der Basis antiker und frühmittelalterlicher Kulturen Europas wie denen der Kelten und Germanen. Darüber hinaus findet der Begriff auf weitere Kulturen des Altertums Anwendung und reicht in Form eines sakral legitimierten Königtums bis in die Frühe Neuzeit hinein. Als Gegenkonstrukt zum sakral fundierten Königsheil gilt in der historischen Forschung das Heerkönigtum.

## Ideengeschichte

### Vorchristliche Sakralherrschaft
In der Vormoderne waren Gesellschaftsordnungen laut dem Historiker Franz-Reiner Erkens ohne sakrale Legitimation noch gar nicht denkbar. Politik und Religion bildeten noch keine voneinander unabhängigen Sphären. Der Herrscher selbst konnte als Gott angesehen werden wie beispielsweise der Pharao im Alten Ägypten. Ein Sakralkönig konnte aber auch als Sohn oder Nachfolger eines Gottes verehrt werden. So ließ sich beispielsweise Alexander der Große als „Sohn des Zeus“ darstellen. Der Sakralherrscher konnte Oberhaupt oder Schutzherr religiöser Rituale und Kulte sein und er konnte den Fortbestand der religiös-gesellschaftlichen Ordnung sichern.

#### Altes Ägypten
Im Alten Ägypten galt nicht die Person des Königs selbst als göttlich, sondern nur das von ihm getragene Amt. Ägyptologen unterscheiden daher zwischen der „identitären“ und „repräsentativen Göttlichkeit“ des ägyptischen Königs. Der Pharao trat folglich hinter den vollwertigen Göttern zurück. Nach seinem Tod musste er sich wie jeder Sterbliche vor dem Jenseitsrichter Osiris verantworten. Die Hieroglyphen verschweigen auch nicht, dass der Pharao durch Mord (wie im Fall von Amenemhet) umkommen konnte. Nach altägyptischer Überzeugung habe sich der Sonnengott Amun, nachdem er die Welt geschaffen und sie gemeinsam mit den anderen Göttern regiert habe, in den Himmel zurückgezogen. Die irdische Herrschaft übertrug Amun den Pharaonen, die als seine Söhne angesehen wurden. Bei diesem Akt sollen die Pharaonen die Aufgabe erhalten haben, durch Rechtsprechung und Opferungen für die Götter die Ma’at bzw. die Gerechtigkeit nach innen durchzusetzen. Nach außen sollten sie die Verteidigung des Landes gewährleisten. In mehreren Tempeln des 2. Jahrtausends v. Chr. verkünden Inschriften folgenden Wortlaut:

„Re hat den König eingesetzt auf der Erde der Lebenden für immer und ewig, um den Menschen Recht zu sprechen, um die Götter zu befriedigen, um die Ma'at [Gerechtigkeit] entstehen zu lassen, um die Isfet [Sünde] zu vernichten.“

Seine herausragende gesellschaftliche Stellung verdankte der Pharao seiner Geburt. Ägyptische Tempel wie der Tempel des Amenophis III. zeigen Darstellungen, bei der Amun die menschliche Gestalt des späteren Pharaos annimmt und dabei mit einer irdischen Frau den König zeugt. Als Sohn des Amun oder Re, wie der Sonnengott noch im Alten Reich bezeichnet wurde, war der Herrscher in der Pflicht, den Göttern Tempel zu errichten. Sie sollten seine Nähe zu den Göttern und seine „übernatürlichen Kräfte“, etwa durch Schlachtszenen – bei denen der Pharao Feinde erschlägt – demonstrieren.

#### Mesopotamien
In Mesopotamien galten die Könige anders als in Ägypten nur während der Frühphase bzw. vor dem 18. Jahrhundert v. Chr. als Götter. Danach herrschte die Vorstellung ihrer göttlichen Stellvertreterschaft vor. Für das 7. Jh. v. Chr. ist beim Krönungsritual folgender Satz überliefert: „Assur selbst ist König“. Auf diese Weise sollte der Herrscher beim Regierungsantritt daran erinnert werden, dass er lediglich Diener des assyrischen Reichsgottes Assur war und ihm Rechenschaft schuldete. Die Organisation des Götterkultes, d. h. die Versorgung der Götter durch Tieropfer, nahm als Beschäftigungsfeld des Königs einen noch wichtigeren Platz ein als die Rechtsprechung und militärische Verteidigung. In seiner Funktion als höchster Priester garantierte der assyrische König das Wohlergehen des Volkes. Aus der Spätphase der Assyrer hat sich folgende Lobpreisung erhalten:

„Seit die Götter mich wohlwollend auf den Thron meines Vaters, meines Erzeugers, hatten Platz nehmen lassen, ließ Adad seine Regengüsse los, öffnete Ea seine Quellen, wurde das Getreide fünf Ellen in seinen Ähren hoch..., brachten die Obstpflanzen die Frucht zu üppiger Entfaltung, hatte das Vieh im Gebären gelingen. Während meiner Regierung triefte die Fülle, während meiner Jahre wurde Überfluss angehäuft.“

#### Germanisches Sakralkönigtum?
In der Forschung wird seit längerer Zeit diskutiert, ob man von einem Sakralkönigtum bei den Germanen ausgehen kann, ohne dass bislang ein allgemeiner Konsens erzielt werden konnte. Erschwert wird eine Bewertung unter anderem durch die Quellenlage und methodische Probleme, darunter heute bedenklich erscheinende Vorstellungen der älteren Forschung (die oft stark national-konservativ geprägt war und vor allem in der Zeit des Nationalsozialismus methodisch nicht vertretbare Ansätze verfolgte) und die Schwierigkeit der Übertragbarkeit ethnologischer Modelle.
Otto Höfler hat die Existenz eines germanischen Sakralkönigtums nachdrücklich betont, was recht wirkmächtig war. Höfler ging in seinen Veröffentlichungen zur germanischen Religionsgeschichte von einem sakral fundierten germanischen Königtum aus; das Königsheil sei ein Ausdruck der angeblich göttlichen Abstammung der germanischen Könige gewesen, wobei der König nicht Gott sei, aber ein Teil des Göttlichen in ihm vorhanden sei. Allerdings wird sein Forschungsansatz inzwischen sehr kritisch betrachtet, da er später entstandene skandinavische Quellen heranzog und die daraus gewonnenen Erkenntnisse auf die frühere Zeit der Germanenstämme projizierte, was methodisch kaum haltbar ist.
In der neueren Forschung wurde denn auch teils scharfe Kritik an den älteren Erklärungsmodellen geübt. Andererseits haben sakrale Elemente bei der Legitimation von Herrschaft stets eine Rolle gespielt. In diesem Sinne wird in der neueren Forschung der Unterschied zwischen diesen sakralen Herrschaftselementen und den älteren Erklärungsmodellen betont. In diesem Zusammenhang können unterschiedliche Erklärungsansätze aus ethnologischer und archäologischer (z. B. hinsichtlich der Interpretation von Grabfunden) Perspektive berücksichtigt werden.

### Europäisches Mittelalter

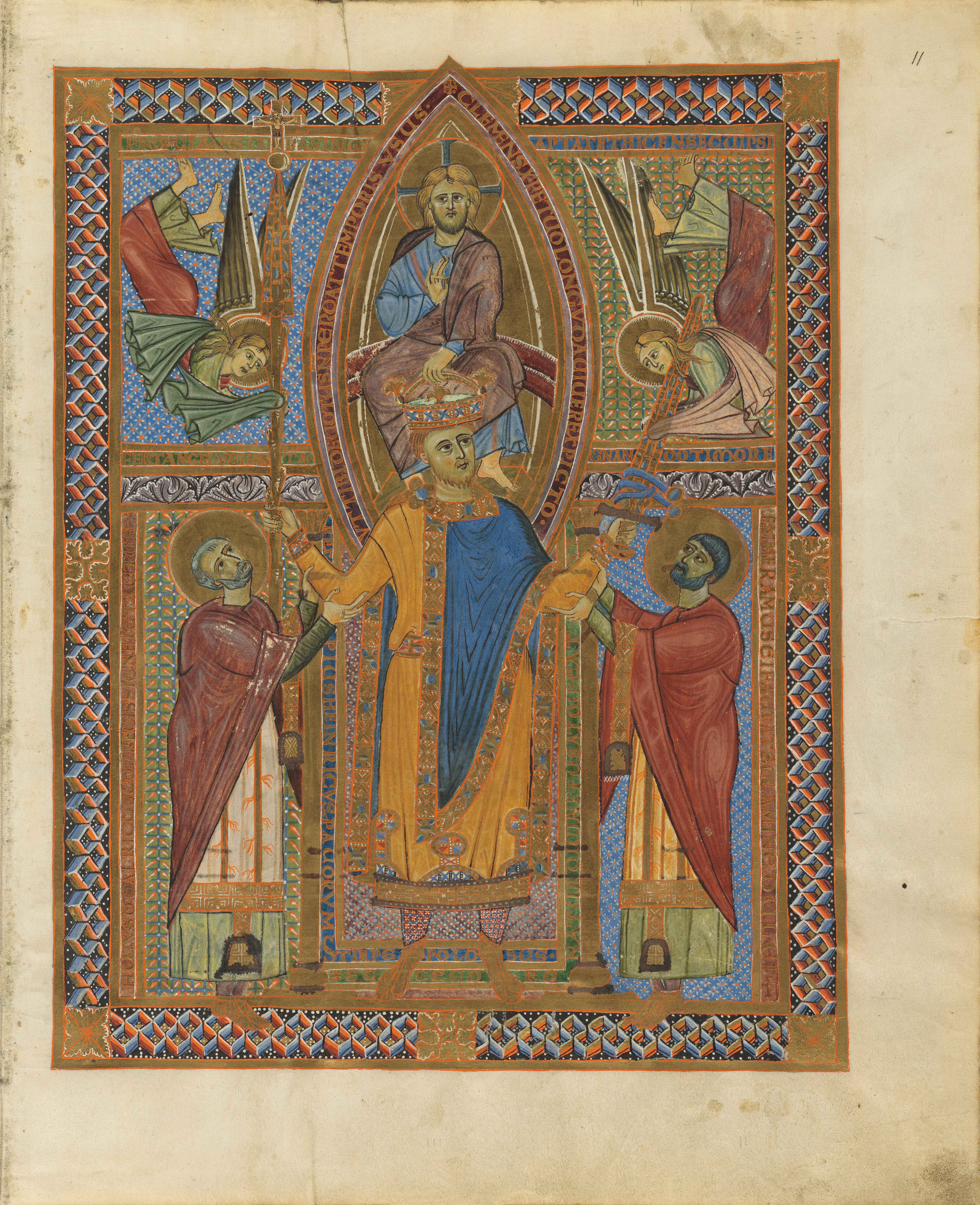
Krönungsbild Heinrichs II. aus dem Regensburger Sakramentar: Darstellung des Kaisers als Vermittler zwischen Himmel und Erde (der Kaiser hineinragend in die Mandorla, in der Christus thront und dem Kaiser die Krone aufsetzt)

Nach Ansicht des Historikers Franz-Reiner Erkens war das Sakralkönigtum im europäischen Mittelalter an drei zentrale Aspekte gekoppelt. Den ersten Aspekt bildet das sogenannte Gottesgnadentum d. h. die Vorstellung, dass das „Königtum von Gott geschaffen und sein Träger von Gott erwählt“ worden sei. Der zweite Aspekt wurzelt in der Vorstellung, dass der Herrscher Gottes irdischer Stellvertreter sei. Der dritte Aspekt besagt, dass der König eine „priesterähnliche Verantwortung gegenüber der ihm anvertrauten Gesellschaft“ besitze.

#### Sakralkönigtum unter Ottonen und Saliern
Obwohl das Sakralkönigtum bereits im karolingischen Frankenreich an Bedeutung gewonnen hatte, erlebte es erst in der spätottonischen und frühsalischen Zeit seinen Höhepunkt. Das sakrale Element der Königsherrschaft diente auch zur Rechtfertigung der sogenannten Investitur (d. h. der durch den König vollzogenen Einsetzung von Bischöfen in ihr Amt). So wies bereits der Chronist Thietmar von Merseburg mit Entschiedenheit zurück, dass Herzog Arnulf von Bayern Bischöfe einsetzte. Seiner Ansicht nach durfte nur derjenige dieses Recht ausüben, der durch die „Herrlichkeit der Weihe und der Krone über allen Sterblichen stehe“. Nur der König oder Kaiser des Reiches, keineswegs aber die Herzöge, seien nach Thietmar von Jesus Christus zu dieser Aufgabe bestimmt worden. 
Bis Mitte des 11. Jahrhunderts, dem Vorabend des Investiturstreites, blieb das königliche Recht der Investitur tatsächlich noch unangefochten. Das Wesen der sakralen Herrschaft berührte jedoch nicht nur die Praxis der Investitur. Auch das Rechtsverständnis wurde umgeformt. Das richtige Verhältnis zwischen rechtlicher Strenge und christlicher Gnade bzw. Vergebung wurde zum zentralen Aspekt der königlichen Autorität. Der Herrscher konnte, indem er Verurteilte wieder in ihre alte Position einsetzte, ein Gleichgewicht zwischen den adeligen und kirchlichen Konfliktparteien herstellen. Die einseitige Bestrafung eines mächtigen Fürsten war mit der Gefahr eines Machtvakuums verbunden, das kriegerische Konflikte provozieren konnte. Das System des „Herrschen durch Gnade“, so Stefan Weinfurter, war also durchaus auch ein realpolitisches Instrument des mittelalterlichen Sakralkönigtums. Zugleich war der König dazu verpflichtet, mit den Evangelien die göttlichen Gebote durchzusetzen. Hier durfte er als Stellvertreter Gottes keine Nachsicht bzw. Gnade walten lassen. Die Unbarmherzigkeit im Vorgehen brachte Heinrich III. den Vorwurf ein, von der christlichen Gerechtigkeit immer abzurücken. Im Herbst 1043 gipfelte das Rechtsverständnis darin, dass Heinrich III. während einer Synode in Konstanz die Versammlung dazu aufrief, Frieden walten zu lassen und seinen Gegnern „Verzeihung zu gewähren“. Auch nach einem militärischen Sieg über die Ungarn 1044 knieten Heinrich III. und sein Heer vor einer Reliquie nieder, um Gott symbolisch für den Erfolg zu danken.

#### Regionale Unterschiede des Sakralkönigtums
Im hochmittelalterlichen Frankreich und England tauchte eine besondere Ausprägung des Sakralkönigtums auf: die angebliche Fähigkeit des Monarchen, Skrofeln, eine Hauterkrankung, durch Handauflegen zu heilen. Jedoch ist diese Fähigkeit nicht beim römisch-deutschen König oder den Königen der Iberischen Halbinsel zu beobachten. Daher kann die Heilfähigkeit des Herrschers für das europäische Sakralkönigtum, so Erkens, nicht von entscheidender Bedeutung gewesen sein. Die veraltete Vorstellung, die Herrscher des Mittelalters hätten die Aufgabe gehabt, stundenlang an angereisten Kranken vorbeizugehen und diese dabei zu berühren, geht vor allem auf den französischen Historiker Marc Bloch zurück, der mit seinem Werk „Die wundertätigen Könige“ 1924 die Herrscher des Mittelalters zu Medizinmännern stilisierte.
Heute werden stärker die regionalen Unterschiede des Sakralkönigtums innerhalb Europas betont. Anders als in Frankreich hat es auf der Iberischen Halbinsel so nur zeitweise Salbungen gegeben. In Frankreich war eine derartige Praxis unverzichtbar, da der König erst mit der Salbung in die transzendente-göttliche Sphäre eintrat. Erst nach der Salbung habe er an der göttlichen Gewalt teilhaben können und war als Herrscher bestätigt. Im Heiligen Römischen Reich waren „imperiale Bezüge“ auf das römische Kaisertum besonders präsent.

#### Unterscheidung des sakralen Herrschers vom heiligen Herrscher
Nach christlichem Verständnis wird ein Mensch heiliggesprochen, wenn er sich „durch Askese, Martyrium, der Unterstützung Hilfsbedürftiger oder einer Abkehr von der Welt“ besonders auszeichnet. Daher wird auch eine Reihe mittelalterlicher Herrscher von der katholischen Kirche als heilig angesehen, etwa Kaiser Heinrich II. aus der Ottonen-Dynastie. Ein heiliger Herrscher galt automatisch als sakraler Herrscher, während ein sakraler Herrscher nicht zwangsläufig heiliggesprochen wurde. Ein sakraler, aber nicht heiliger Herrscher zeichnete sich lediglich durch seine göttliche Einsetzung, seine göttliche Stellvertreterschaft auf Erden und seine damit verbundene Verantwortung vor Gott für die Gesellschaft aus.

### Europäische Neuzeit
Die bis 1714 in England und bis 1825 (Karl X.) in Frankreich praktizierte „Skrofelheilung“ durch Handauflegen des Königs wurde als Beleg für den fortdauernden Glauben ans Königsheil herangezogen. Tatsächlich sind zahlreiche sakrale Elemente in christlich legitimierten Königswürden feststellbar. Der französische König galt seit dem Hochmittelalter als „allerchristlichster König“ (rex christianissimus), wobei ihm auch besagte „Wunderkräfte“ zugeschrieben wurden. Noch in den frühneuzeitlichen Monarchien waren sakrale Vorstellungen integraler Bestandteil des herrschaftlichen Selbstverständnisses, wenngleich dies in historisch-methodischer Perspektive durchaus nicht unproblematisch ist.

### Afrikanisches Sakralkönigtum
Afrikanischen Vorstellungen zufolge waren die übernatürlichen Kräfte und die moralische Lebensweise des Sakralherrschers für das Wohlergehen einer Gesellschaft (z. B. den Erfolg der Ernte, den Wohlstand und den militärischen Erfolg) verantwortlich; ein Konzept, das teilweise von Historikern auch auf das vormoderne Europa übertragen wurde. Vielfach soll es in Afrika üblich gewesen sein, den Herrscher entweder im Falle schlechter Ernten oder militärischer Niederlagen oder nach einer gewissen Frist zu ermorden (vgl. Königsmord), um damit den dauerhaften gesellschaftlichen Erfolg durch einen neuen Herrscher sicherzustellen. Dieses Modell von Sakralherrschaft verallgemeinerte der britische Ethnologe James George Frazer nach Berichten über die Schilluk in Afrika. Arthur John Newman Tremearne (1914) übernahm Frazers Theorie und fügte hinzu, dass bei den Hausa nicht nur der sakrale König, sondern auch dessen Totemtier getötet wurde, wenn dieses die verlangten Schutzfunktionen und sonstigen Aufgaben nicht mehr habe erfüllen können. Ob der Königsmord im Sakralkönigtum institutionalisiert war, ist jedoch für die afrikanischen Gesellschaften umstritten.